# Ismael Laguna
Ismael Laguna Meneses (Colón, 28 giugno 1943) è un ex pugile panamense, naturalizzato statunitense. È stato due volte Campione del Mondo dei pesi leggeri (1965 e 1970-1971).

## La carriera
Professionista dal 1960. Ha iniziato la sua carriera nei pesi piuma, dove raggiunse la posizione di sfidante n. 1 al titolo mondiale. Nel 1964 fu battuto ai punti dal futuro Campione del Mondo Vicente Saldívar, nella semifinale per il titolo . 
Passato alla categoria superiore dei pesi leggeri, conquistò il titolo mondiale nel 1965 battendo Carlos Ortiz, da cui fu sconfitto sette mesi più tardi nella rivincita. 
Riuscì a riconquistare la cintura mondiale il 3 marzo 1970, battendo lo statunitense Mando Ramos. Dopo averlo vittoriosamente difeso dall'assalto del giapponese Guts Ishimatsu, il titolo gli fu tolto, in questa seconda occasione, da Ken Buchanan, da cui fu sconfitto nuovamente ai punti anche il 13 settembre 1971 in un match riconosciuto valido per il titolo dalla sola WBA.
Laguna non fu mai sconfitto per KO. Nel corso della carriera incontrò anche Nicolino Locche, con cui pareggiò nel 1965, e Flash Elorde, da cui fu battuto ai punti.
La International Boxing Hall of Fame lo ha riconosciuto fra i più grandi pugili di ogni tempo. Nel 2001 la rivista The Ring lo ha collocato al 18º posto in una propria classifica dei migliori pesi leggeri della storia del pugilato.